# Wallace de Souza
Wallace Leandro de Souza (San Paolo, 26 giugno 1987) è un pallavolista brasiliano, opposto del Sada.

## Carriera

### Club
La carriera sportiva di Wallace de Souza comincia nella stagione 2006-07 tra le file del Banespa, club con cui resta legato per due stagioni, prima di approdare nel campionato 2008-09 al GRER.
Nella stagione 2009-10 inizia una militanza di ben sette annate nel Sada, vincendo ben quattro scudetti, due edizioni della Coppa del Brasile, la Supercoppa brasiliana 2015, tre campionati sudamericani per club, due campionati mondiali per club, sei edizioni consecutive del Campionato Mineiro e una Coppa Santa Caterina, impreziositi da numerosi riconoscimenti individuali come MVP, miglior attaccante, miglior servizio e miglior opposto.
Nel campionato 2016-17 firma per un biennio con la Funvic, aggiudicandosi la Coppa del Brasile 2017 e due edizioni consecutive del Campionato Paulista. Nella stagione 2018-19 si accasa al Sesc, dove rimane un biennio e conquista due titoli Carioca, prima di emigrare per la prima volta in un campionato estero, venendo ingaggiato nell'annata 2020-21 dallo Spor Toto, club impegnato in Efeler Ligi, con il quale si aggiudica la Coppa di Turchia, di cui viene eletto MVP.
Rientra in patria nella stagione 2021-22, tornando a difendere i colori del Sada, con cui si aggiudica due edizioni del Campionato Mineiro, due Supercoppe brasiliane, due campionati mondiali per club (insignito in entrambe le edizioni del premio come miglior opposto e nel 2024 come MVP della manifestazione), tre campionati sudamericani per club e uno scudetto.

### Nazionale
Dopo aver conquistato la medaglia d'oro al campionato mondiale under 21 2007, nel 2011 partecipa con la nazionale universitaria alla XXVI Universiade di Shenzhen, vincendo la medaglia di bronzo.
Sempre nel 2011 debutta in nazionale maggiore ai Giochi panamericani 2011, dove vince la medaglia d'oro, venendo premiato come miglior attaccante; nel 2012 partecipa ai Giochi della XXX Olimpiade di Londra, dove vince la medaglia d'argento, così come alla World League 2013, prima di vincere l'oro al campionato sudamericano 2013 e alla Grand Champions Cup 2013, manifestazione in cui viene premiato come miglior opposto; in seguito vince ancora una medaglia d'argento alla World League 2014, bissata nel 2016 venendo premiato in entrambi i tornei come miglior opposto, e al campionato mondiale 2014, mentre si aggiudica l'oro ai Giochi della XXXI Olimpiade di Rio de Janeiro, ancora una volta premiato come miglior opposto.
Nel 2017 vince la medaglia d'argento alla World League e quella d'oro al campionato sudamericano, premiato in entrambi i tornei come miglior opposto, e alla Grand Champions Cup, mentre nel 2018 conquista l'argento al campionato mondiale.
Nel 2021 conquista la medaglia d'oro alla Volleyball Nations League, ricevendo il premio sia di miglior opposto che di MVP e nel 2022 quella di bronzo al campionato mondiale.

## Palmarès

### Club
- Campionato brasiliano: 5

2011-12, 2013-14, 2014-15, 2015-16, 2021-22
- Coppa del Brasile: 3

2014, 2016, 2017
- Coppa di Turchia: 1

2020-21
- Supercoppa brasiliana: 3

2015, 2021, 2022
- Campionato mondiale per club: 4

2013, 2015, 2021, 2024
- Campionato sudamericano per club: 4

2012, 2014, 2016, 2022, 2023, 2024
- Campionato Mineiro: 8

2010, 2011, 2012, 2013, 2014, 2015, 2021, 2022
- Campionato Paulista: 2

2016, 2017
- Campionato Carioca: 2

2018, 2019
- Coppa Santa Caterina: 1

2009

### Nazionale (competizioni minori)
- Campionato mondiale under 21 2007
- Universiade 2011
- Giochi panamericani 2011
- Memorial Hubert Wagner 2019

### Premi individuali
- 2011 - Campionato Mineiro: MVP
- 2011 - Giochi panamericani: Miglior attaccante
- 2012 - Superliga Série A: Miglior attaccante
- 2012 - Campionato sudamericano per club: Miglior attaccante
- 2012 - Campionato mondiale per club: Miglior servizio
- 2013 - Campionato mondiale per club: MVP
- 2013 - Grand Champions Cup: Miglior opposto
- 2014 - Campionato sudamericano per club: MVP
- 2014 - Campionato sudamericano per club: Miglior opposto
- 2014 - Campionato mondiale per club: Miglior opposto
- 2014 - World League: Miglior opposto
- 2015 - Superliga Série A: Miglior attaccante
- 2016 - Superliga Série A: Miglior attaccante
- 2016 - Campionato sudamericano per club: Miglior opposto
- 2016 - World League: Miglior opposto
- 2016 - Giochi della XXXI Olimpiade: Miglior opposto
- 2017 - Superliga Série A: Miglior realizzatore
- 2017 - World League: Miglior opposto
- 2017 - Campionato sudamericano: Miglior opposto
- 2019 - Coppa Libertadores: Miglior opposto
- 2019 - Memorial Hubert Wagner: Miglior servizio
- 2021 - Coppa di Turchia: MVP
- 2021 - Volleyball Nations League: MVP
- 2021 - Volleyball Nations League: Miglior opposto
- 2021 - Campionato mondiale per club: Miglior opposto
- 2024 - Campionato sudamericano per club: Miglior opposto
- 2024 - Campionato mondiale per club: MVP
- 2024 - Campionato mondiale per club: Miglior opposto